# Принія гірська
Принія гірська (Prinia crinigera) — вид горобцеподібних птахів родини тамікових (Cisticolidae). Мешкає в Південній Азії. Раніше вважалася конспецифічною з китайською принією (Prinia striata).

## Підвиди
Виділяють чотири підвиди:
- P. c. striatula (Hume, 1873) — Афганістан і західний Пакистан;
- P. c. crinigera Hodgson, 1836 — від Пакистану до Аруначал-Прадешу (Індія);
- P. c. yunnanensis (Harington, 1913) — від північно-східної Індії до китайської провінції Юньнань;
- P. c. bangsi (La Touche, 1922) — південний схід провінції Юньнань (до 2019 року цей підвид відносили до бурої принії[3][4]).

## Поширення і екологія
Гірські принії живуть переважно у високогірних чагарникових заростях.